# 会津高原だいくらスキー場
会津高原だいくらスキー場（あいづこうげんだいくらスキーじょう）は、福島県南会津町にある南会津町営のスキー場である。指定管理者制度に基づき、町が出資する第三セクターの「株式会社みなみあいづ」が管理・運営している。

## 概要
会津高原の中でも奥まった地域にあるこのスキー場は最高標高が1200ｍと高く、斜面は東側向きで周囲を1000ｍ級の山々に囲まれているため日が当たりにくく雪質が良い。
近隣の針生集落には民宿が多数あり、駒止湿原などにも近いため夏季には登山客・冬季にはスキー客を相手に営業している。
地元小中学校には冬の部活動や校内スキー大会等で無料で開放される。
スキー場内には食堂があり、食堂のみの利用も可能。

## 歴史

### 町営スキー場
針生集落では、1971年（昭和46年）に青少年旅行村を誘致し、一斉に民宿が開業したが、その後は誘客が課題となっていた。そこで新林業構造改善事業を活用し、針生の記名共有林の敷地を借りて町費によりスキー場を整備。1982年（昭和57年）12月、田島町営の台鞍山スキー場（だいくらやま-）としてリフト3基によってオープンした。

### 東武鉄道の進出
近隣の会津高原たかつえスキー場への進出を果たした東武鉄道は、1987年（昭和62年）に田島町などとともに出資して第三セクター「会津田島リゾート開発」を設立。1988年にセンターハウスを整備するなど拡張が行われ、1991シーズン時点では入込客数25万人、リフト数7基（うち2基は高速）となった。
1990年（平成2年）12月にはゲレンデ内のホテルとして会津高原リゾートイン台鞍が開業した（2024年3月24日をもって閉館）。

## ゲレンデ
コース数は12。リフトは5基。
特にスキー場の名の由来となった台鞍ゲレンデは600mで高さ約200mを下るほどの急斜面である。

### リフト
- 中央ペア（391m)
- 駒止ペア（876m)
- 春木沢トリプル（1,072m、フード付き高速リフト）
- 白樺トリプル（893m、フード付き高速リフト）
- 中央シングル（372m、廃止）
- 駒止シングル（884m、廃止）

### コース
| コース名     | 長さ   | 最大斜度/平均斜度 |
| ------------ | ------ | ----------------- |
| 中央ゲレンデ | 600m   | 23°/11°           |
| 台鞍ゲレンデ | 600m   | 38°/35°           |
| 駒止ゲレンデ | 1,000m | 28°/13°           |
| シャドー     | 270m   | 24°/24°           |
| スイング     | 250m   | 28°/20°           |
| 春木沢イン   | 1,200m | 28°/12°           |
| 春木沢アウト | 1,300m | 25°/12°           |
| 白樺イン     | 1,200m | 20°/9°            |
| 白樺アウト   | 1,500m | 15°/9°            |
| 駒止尾根     | 1,200m | 20°/7°            |
| 初心者       | 800m   | 12°/12°           |
| シャイング   | 260m   | 30°/22°           |

## 交通アクセス
- 会津鉄道 会津田島駅より西へ約14 km。
- 会津バス（会津田島駅⇔檜枝岐 線）「だいくらスキー場入口」より徒歩約500 m。
- 東武鉄道の夜行日帰り専用特急「スノーパル」を利用する場合、会津高原尾瀬口駅から専用バスが運行される[10]。
- かつては宇都宮、水戸、常陸太田からシャトルバスが運行されていた事もある。
- 東北自動車道西那須野塩原ICから国道400号、国道121号、国道289号で約64 km。白河ICからは約67 km。